# Maytag
Maytag Corporation er en amerikansk producent af hvidevarer til private og erhverv. Virksomheden har været et datterselskab til Whirlpool Corporation siden 2006. De har mærker som: Admiral, Amana, Caloric, Dynasty, Gaffers & Sattler, Glenwood, Hardwick, Holiday, Inglis, Jade, JennAir, Litton, Magic Chef, Menu Master, Modern Maid, Norge og Sunray.
Maytag Washing Machine Company blev etableret i 1893 af forretningsmand Frederick Maytag i Newton, Iowa. I 1925 blev Maytag Washing Machine Company til Maytag, Inc..